# Vladimír Kelnar
Vladimír Kelnar (* 2. srpna 1961 Olomouc) je český katolický kněz, pražský farář a vikář, diecézní konzervátor pražského arcibiskuptví a kurátor výstav katolického umění. Od roku 2012 je také sídelním kanovníkem svatovítské kapituly v Praze.

## Život
Vystudoval katolickou teologickou fakultu v Litoměřicích, na kněze byl vysvěcen 27. června 1987. Postupně působil jako farář ve farnostech v Kyjích (1989), u sv. Prokopa, sv. Anny a sv. Kříže Na Žižkově (1990), u Nejsvětější Trojice na Novém Městě pražském (1992), u sv. Jindřicha na Novém Městě (1993), v Třeboradicích (2000), ve farnosti a kapitule sv. Kosmy a Damiána ve Staré Boleslavi (farář od 1.7.2001, kanovník od 1. listopadu 2001, od 30. října 2002 děkan, od 9. února 2005 probošt). Od 1. listopadu 2001 byl jmenován také kanovníkem kapituly sv. Kosmy a Damiána ve Staré Boleslavi. Od 1. července 2003 až dosud je farářem v kostele Panny Marie před Týnem a okrskovým vikářem I. pražského vikariátu. Od 15. ledna 2012 je také sídelním kanovníkem Svatovítské kapituly.
Od 1. května 1996 pracuje jako konzervátor pražského arcibiskusptví. V této funkci zajišťuje se svými spolupracovníky evidenci a restaurování památek církevního umění v majetku církve pražské diecéze. Také organizuje nebo se podílí na organizaci výstav církevního umění a na publikacích k nim vydávaných.
Podle Archivu bezpečnostních složek byl od 6. února 1987 evidován jako agent StB, krycí jméno Mirek.

## Výstavy
- Svatý Václav, ochránce České země, Anežský klášter Praha, 18. prosinec 2008 ‒ 8. březen 2009
- Svatá Anežka, princezna a řeholnice, Anežský klášter Praha, 25. listopad 2011 ‒ 25. březen 2012
- Svatá Ludmila, kněžna lidu milá, Pálffyovský palác Praha, 25. října 2021 ‒ 28. února 2022

## Publikace
- KELNAR, Vladimír et alii: Svatá Anežka Česká : princezna a řeholnice: publikace s katalogem k výstavě. Uspořádalo Arcibiskupství pražské ve spolupráci s Národní galerií v Praze. Kolektiv autorů, editor Vladimír Kelnar. Praha : Arcibiskupství pražské, 2011, ISBN 978-80-7422-145-3
- Arcibiskupství pražské ve fotografiích a obrazech, Kateřina Adamcová (ed.) -člen autorského kolektivu. Praha 2018
- KELNAR, Vladimír et alii: Svatá Ludmila, kněžna lidu milá: publikace k výstavě. Arcibiskupství pražské (v přípravě)